# Отранто (замок)
Замок О́транто (итал. Castello di Otranto) находится на юге Италии в городе Отранто, провинция Лечче, регион Апулия.
Построен после отражения турецкого вторжения по приказу Фердинанда II Арагонского в 1485—1498 архитекторами Чиро Чири и Франческо ди Джорджо Мартини.
Замок построен на месте существовавшего ранее укрепления.
Замок имеет трапециевидную форму. На трёх углах располагаются круглые башни Альфонсина (итал. Torre Alfonsina), Ипполита (итал. Torre Ippolita) и Дукеска (итал. Torre Duchesca). На четвёртом углу (со стороны моря) — толстый заострённый конец.
Замок окружён рвом.
На стенах и сооружениях замка Отранто сохранилось несколько римских табличек.
Замок Отранто стал важным художественным образом в романе Хораса Уолпола «Замок Отранто».

## Галерея

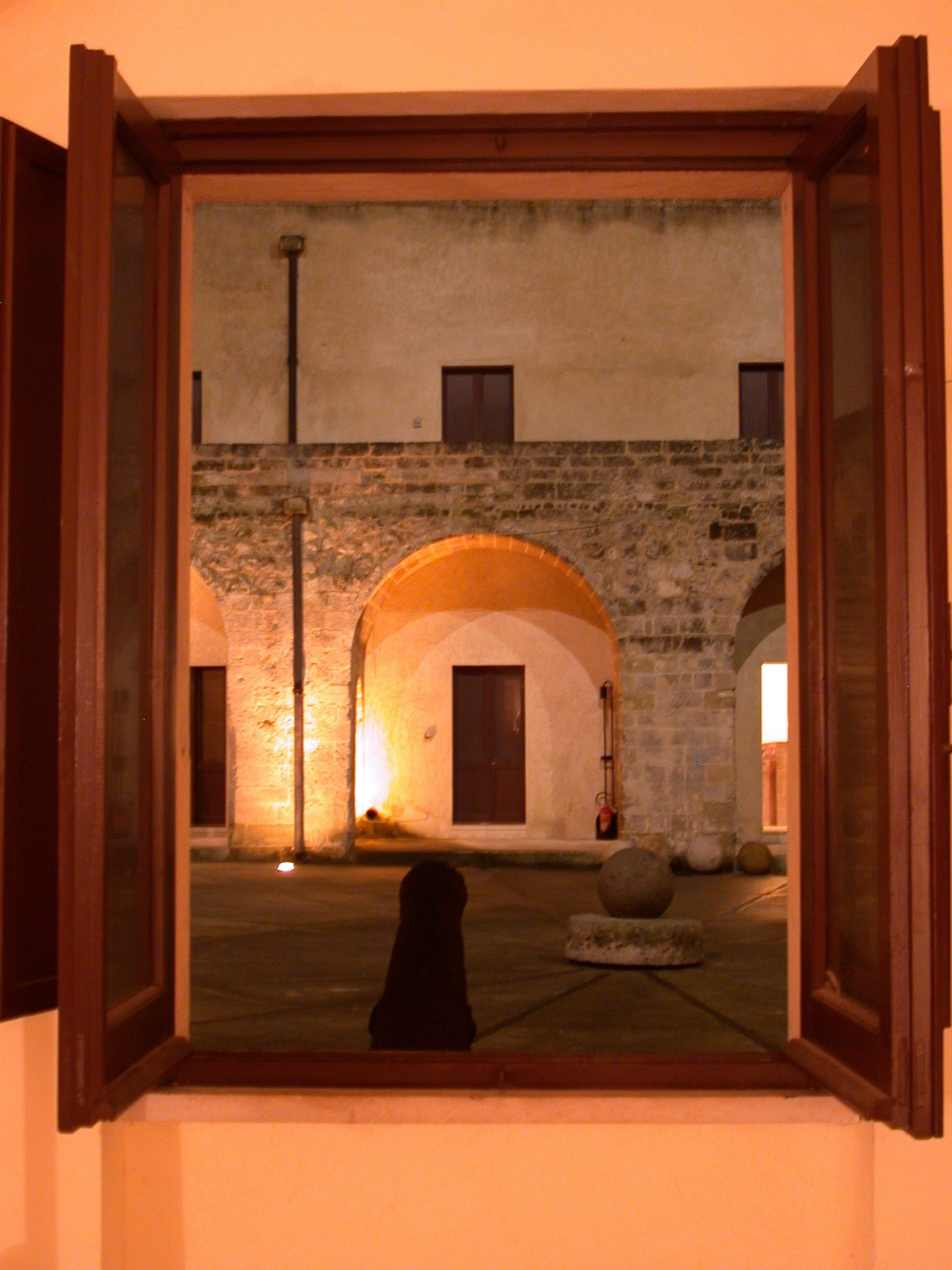
Двор замка
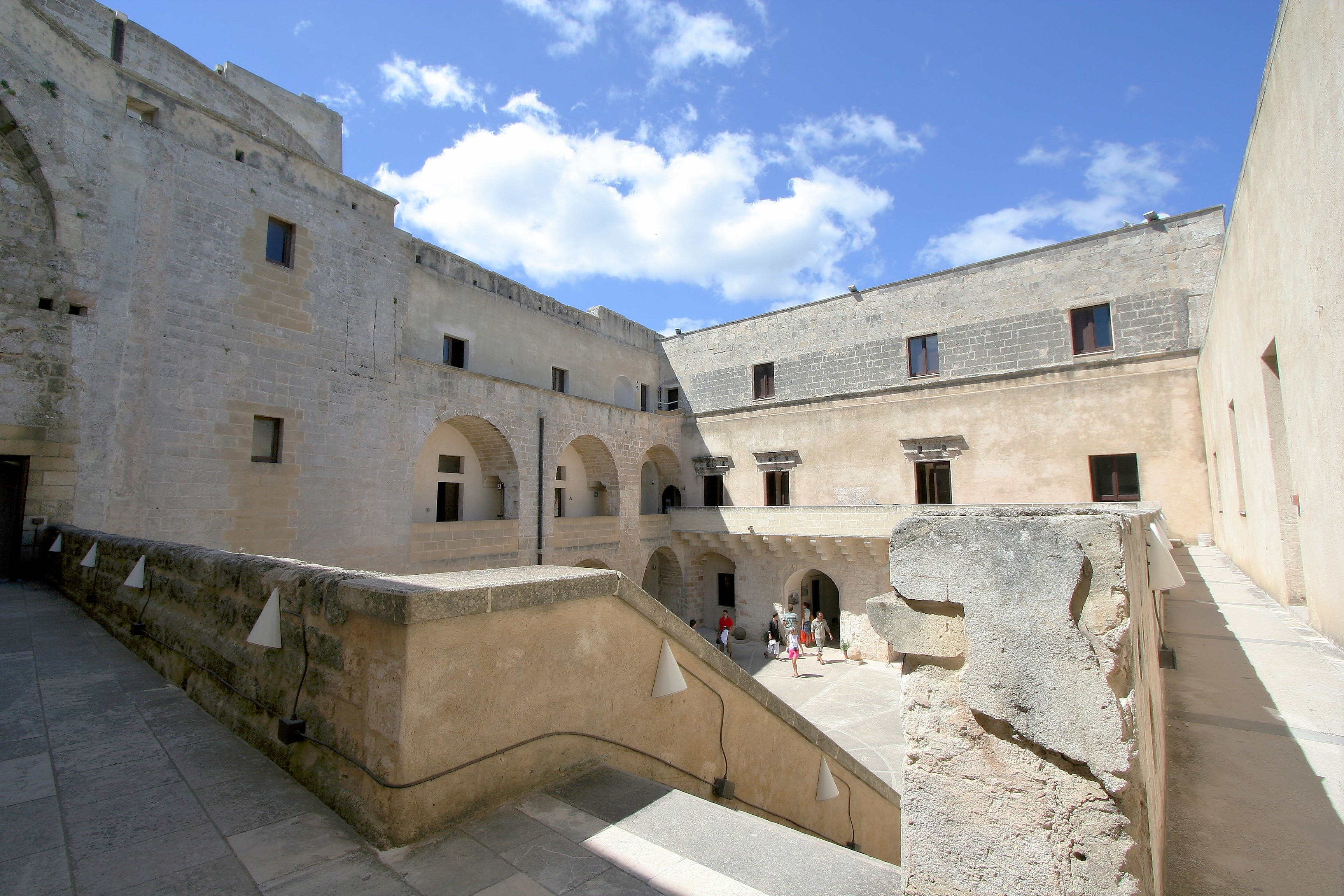
Двор замка
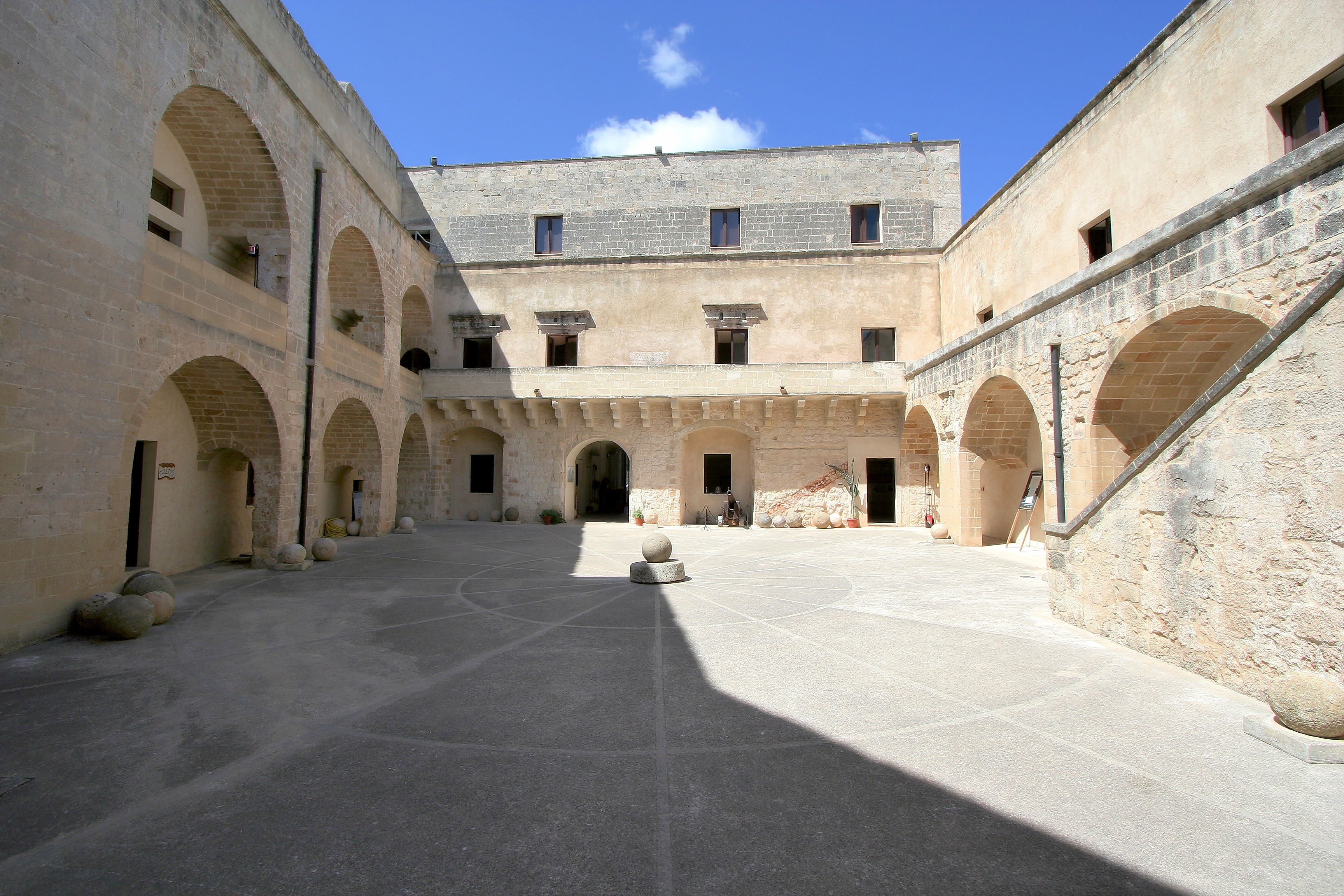
Двор замка
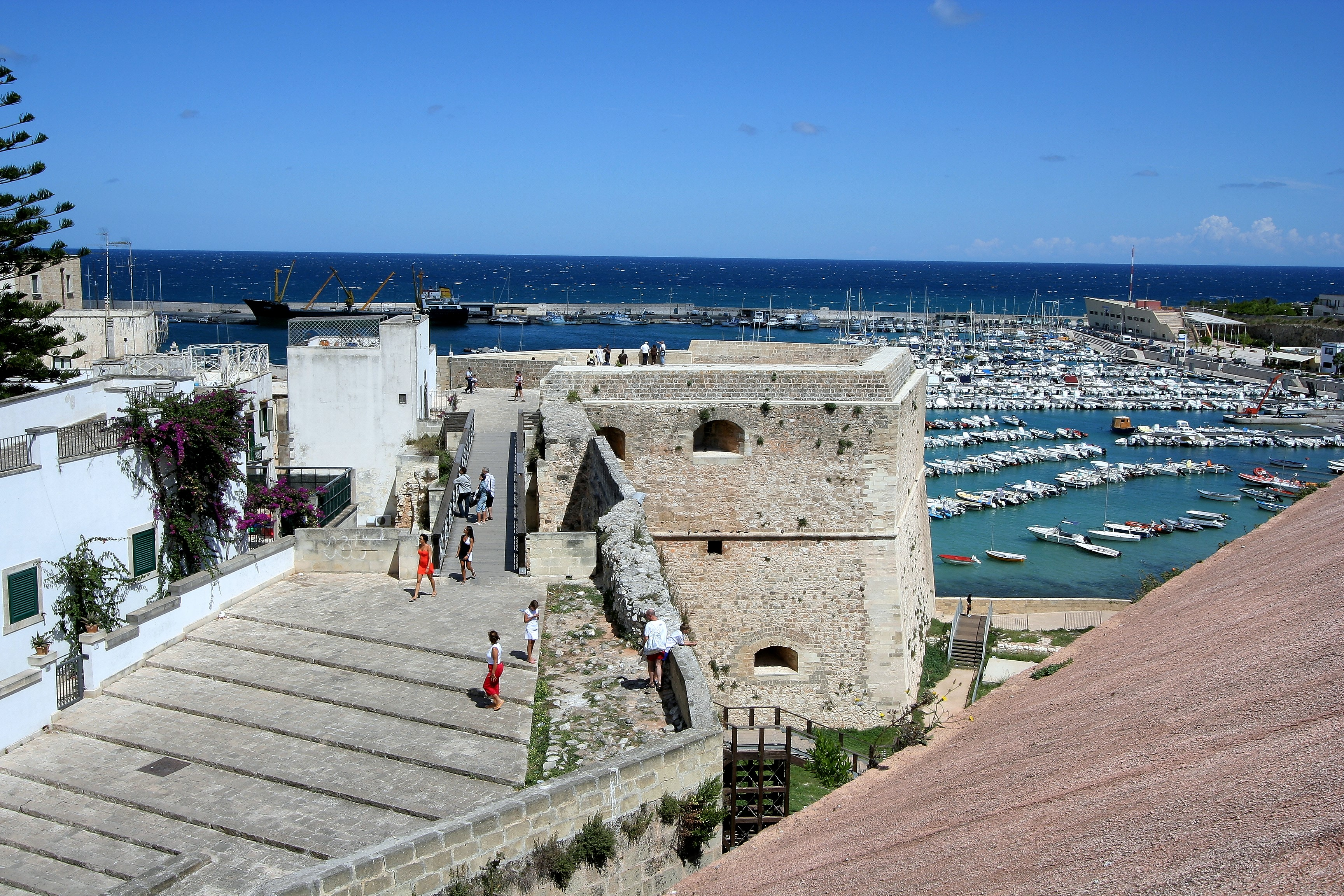
Вид на гавань со стены замка